# 朴赫權
朴赫權（韓語：박혁권，1971年7月11日—），韓國男演員。

## 演出作品

### 電視劇
- 2007年：MBC《白色巨塔》飾演 洪相日
- 2007年：MBC《狗和狼的時間》飾演 朴組長
- 2008年：SBS《風之畫師》飾演 李寅文
- 2011年：KBS《夢想起飛Dream High》飾演 高秉直（高慧美父親）
- 2011年：MBC《我的公主》飾演 李漢
- 2011年：SBS《Midas》飾演 張根豪
- 2011年：SBS《樹大根深》飾演 鄭麟趾
- 2012年：JTBC《妻子的資格》飾演 趙賢太
- 2012年：SBS《因為是你才喜歡》飾演 千銘漢
- 2012年：MBC《馬醫》飾演 白石九
- 2013年：JTBC《世界的盡頭》飾演 金熙尚
- 2013年：MBC《Drama Festival－陽光老人亭的神奇葬禮》飾演 海植
- 2014年：SBS《Three Days》飾演 具資廣
- 2014年：JTBC《密會》飾演 姜俊亨
- 2014年：KBS《Trot戀人》飾演 王常務
- 2014年：tvN《九數少年》飾演 出行菩薩
- 2014年：SBS《Punch》飾演 趙康載
- 2015年：KBS《不善良的女人們》飾演 鄭久民
- 2015年：KBS《製作人》飾演 金泰浩
- 2015年：JTBC《LAST》飾演 朴民秀
- 2015年：SBS《龍八夷》飾演 金英浩
- 2015年：SBS《六龍飛天》飾演 吉太味/吉善味
- 2017年：SBS《超人家族2017》飾演 羅天日
- 2017年：KBS《最佳的一擊》飾演 朴PD（特別出演）
- 2017年：Naver TV《代理偶像》
- 2018年：JTBC《經常請吃飯的漂亮姐姐》飾演 南浩均
- 2018年：SBS《狐狸新娘星》飾演 Mr.張
- 2019年：SBS《綠豆花》飾演 白萬德
- 2020年：Netflix《人性課外課》飾演 曹振宇
- 2021年：JTBC 《Law School》飾演 陳亨宇
- 2021年：tvN《L.U.C.A.: The Beginning》飾演 金哲秀
- 2021年：tvN《Mine》飾演 韓鎮浩
- 2021年：JTBC《尋找一位孩子》
- 2022年：JTBC《財閥家的小兒子》飾演 吳世賢
- 2023年：JTBC《摸心第六感》飾演 朴宗培
- 2023年：Netflix《走進你的時間》飾演 裴致元
- 2024年：MBC《美好世界》飾演 金俊
- 2024年：Netflix《末日愚者》饰演 郑寿根
- 2024年：Disney+《逆貧大叔》飾演 崔敏圭
- 2024年：Disney+《照明商店》飾演 吳承原
- 2025年：JTBC《協商的技術》飾演 高炳秀

### 電影
- 2004年：《我們全村都不是人》
- 2006年：《淫亂書生》
- 2006年：《國境之南》
- 2007年：《外遇的好日子》
- 2007年：《壽》
- 2007年：《我們沒有明天》
- 2008年：《無防備城市》
- 2008年：《女童軍》
- 2008年：《西洋古董洋果子店》
- 2009年：《好朋友》
- 2009年：《陷阱》
- 2010年：《義兄弟》
- 2010年：《啟蒙電影》
- 2010年：《二樓的惡人》
- 2011年：《委託人》
- 2012年：《26年》
- 2013年：《接觸感應》
- 2013年：《小說，與電影的相遇》
- 2014年：《另一個約定》
- 2014年：《人間中毒》
- 2014年：《夜間飛行》
- 2015年：《二十》
- 2016年：《特別搜查：囚犯的信》
- 2016年：《隧道》
- 2016年：《孤獨的假期》
- 2017年：《計程車司機》
- 2017年：《萇山虎》
- 2019年：《伴侶》
- 2020年：《明明會說話》飾演 白勳博士
- 2020年：《超“人”氣動物園》飾演 黃代表
- 2022年：《推土機上的少女》飾演 具本鎮
- 2023年：《非正式作戰》饰演 朴科长
- 2023年：《勇敢的市民》饰演 苏永泽

### 话剧
- 2024年：《情书》饰演 安迪[3]

## 奖项荣誉
| 年份   | 颁奖典礼             | 獎項       | 作品             | 結果 |
| ------ | -------------------- | ---------- | ---------------- | ---- |
| 2021年 | 第16屆首尔国际电视节 | 男子演員賞 | 《尋找一位孩子》 | 獲獎 |

## 外部連結
- 朴赫權在NAVER上的资料
- 朴赫權在豆瓣上的资料（简体中文）
- 朴赫權在互联网电影资料库（IMDb）上的資料（英文）